# Parparean II
Parparean II is een bestuurslaag in het regentschap Toba Samosir van de provincie Noord-Sumatra, Indonesië. Parparean II telt 936 inwoners (volkstelling 2010).